# Anatomia roślin
Anatomia roślin, fitotomia (gr. anatomē – cięcie, phyton – roślina) – dział botaniki, który zajmuje się badaniem wewnętrznej budowy organów roślin. Historycznie budową wewnętrzną roślin zajmowały się zarówno morfologia roślin, w której badaną jednostką był organizm roślinny, jak i anatomia roślin, w której za jednostkę tworzącą struktury uznano komórkę. W XX. Wieku morfologia i anatomia roślin stały się dwiema niezależnymi, chociaż pokrewnymi naukami. Współczesna anatomia roślin zajmuje się budową organizmu na poziomie komórek i tkanek. Do podstawowych technik badawczych anatomii należą techniki mikroskopowe. Badania budowy anatomicznej w połączeniu z danymi uzyskiwanymi przez biologię molekularną pozwalają na powiązań ewolucyjnych i ustalenie filogenezy roślin.
Z anatomii wyodrębniono następujące działy:
- histologia – nauka o tkankach;
- cytologia – nauka o komórce;
- fizjologia roślin;
- genetyka;
- embriologia roślin – zajmująca się zagadnieniami rozmnażania.